# Autobahn Dali–Lijiang
Die Autobahn Dali–Lijiang oder Dali-Autobahn (chinesisch 大丽高速公路, Pinyin Dàlì gāosù gōnglù, englisch Dali Expressway), chin. Abk. G5611, ist eine am 30. Dezember 2013 fertigstellte regionale Autobahn in der Provinz Yunnan im Südwesten Chinas. Die 220 km lange Autobahn zweigt bei Dali von der Autobahn G56 ab und führt in nördlicher Richtung nach Lijiang.